# Sie machen was sie wollen
Sie machen was sie wollen (bulgarisch: Те правят каквото им харесва) war eine Kunstausstellung in Sofia, Bulgarien. Sie fand zwischen dem 24. November und dem 12. Dezember 1986 in der Galerie des Verbandes bulgarischer Künstler statt und trug den Untertitel „Junge rheinische Kunst“.
Zu der Ausstellung erschien ein Katalog in bulgarischer Sprache, mit beigelegter Broschüre auf Deutsch.
Das Ausstellungsprojekt stellte ein Wagnis dar und ist lediglich vor dem Hintergrund der in dieser Zeit auch in Bulgarien ansetzenden Perestrojka zu erklären: Es zeigte am damals renommiertesten Ausstellungsort in Bulgarien eine Kunst, die immer noch als verfemt oder zumindest bedenklich galt. So zeigte z. B. eine Arbeit von Jiří Georg Dokoupil einen brennenden Fünfstern (!).
Teilnehmer waren unter anderem Charly Banana, Walter Dahn, Jiri Dokoupil, Felix Droese, Leiko Ikemura, Christa Näher und Rosemarie Trockel.